# Eggert Frille
Eggert Frille (omkring 1400-1470) var en dansk rigsråd, og en af sin tids betydeligste mænd. Hans fader var den slesvigske adelsmand Christiern Frillevsen, der var bosat i Ribe og døde 1418, hans moder hed Ermegård Altena, af en på Fyn indvandret holstensk slægt. 
Eggert Frille fik en fortrinlig opdragelse og studerede 1419 i Rostock. Senere bosatte han sig på Fyn, hvor han omkring 1431 fik 
Oregård og Birk med Skam Herred i forlening af Erik af Pommern. Han mistede kongens yndest, da han 1438 blev beskyldt for at have knyttet forbindelser med hertug Adolf af Slesvig. Han er da også blandt dem, som tidligst anerkendte Christoffer af Bayern, af hvem han fik Hindsgavl med Vends Herred i forlening; da han tillige blev optaget i rigsrådet, kom han snart til 
at spille en betydelig rolle, hvortil hans evner og kundskaber også berettigede ham. Han var en af kong Christoffers dygtigste diplomater og anvendtes i så godt som alle anliggender, hvortil der krævedes diplomatisk takt og skarpsindighed. Efter Christian 1.s tronbestigelse steg hans indflydelse endnu mere, han blev kammermester og befalingsmand på Københavns Slot, men arbejdede også af yderste evne for Christians sag og har særlig medvirket til at få ham valgt til konge i Norge. 
Som en indflydelsesrig person ved hoffet, en dygtig finansmand, der stadig forøgede sit gods, kom han mere og mere til at træde frem i forreste række blandt højadelen, og i 1455 lykkedes det ham at få sin datter Ermegård gift med en af de berømte 9 Axelssønner, Philippus Axelsen Thott. Fra da af indtræder der et omslag i hans liv; Fra at have været kongehusets trofaste tjener og støtte, drages han ind i Axelssønnernes snævre familiepolitik, især efter at han efter svigersønnens død 1462 havde overtaget formynderskabet over sine datterbørn og dermed styrelsen af det vigtige Tranekær Len. Vendepunktet i hans liv er hans deltagelse i det bekendte møde i Jönköping i september 1466, hvor Axelssønnerne vedtog at afsætte ærkebiskop Jöns Bengtsson (Oxenstierna) fra rigsforstanderskabet og selv træde i spidsen for Sveriges styrelse. 
Eggert Frille beskyldtes for her på mødet at have «talt på kongens værste», og da han på kongens forlangende nægtede at udlevere Tranekær Slot og len, blev slottet indtaget med vold. Dette gav signalet til Axelssønnernes krigserklæring, Karl Knutssons indkaldelse til Sverige og ophævelsen af Kalmarunionen. Eggert Frille mistænktes for at stå i forbindelse med Axelssønnerne, og da han tillige vægrede sig ved at underskrive de vidnesbyrd, som Kong Christian på alle landsting i Danmark forlangte angående sin regeringsførelse, blev han indkaldt for rigsrådet i København. Da han her optrådte trodsig mod kongen og nægtede at føre vidner for sig, blev hans stilling uholdbar. Han flygtede i forsommeren 1468 til Lübeck, hvor han som landflygtig opholdt sig indtil 1469, da det lybske råd skaffede ham betryggende lejde til at vende tilbage til Danmark og ordne sit mellemværende med kongen. 
Dette lykkedes ham også; han fik sit arve- og købegods tilbage, men måtte opgive sine forleninger. Han overlevede kun kort tid forliget med kongen, i det han allerede døde 5. maj 1470 og blev begravet i Sankt Hans Kirke i Odense. Eggert Frille var utvivlsomt en højt begavet mand, forretningsmæssigt dygtig, lovkyndig, dannet, snild og praktisk som kun få af hans samtidige. Men hans heftige, opbrusende natur bragte ham ofte ind i tvivlsomme situationer, som han ikke formåede at rede sig ud af trods sin mærkelige og for sin tid næsten enestående evne til at finde varme og fyldige ord for sine tanker og følelser. Han var gift med Anne Juel, datter af den sønderjyske væbner Iver Juel. Deres eneste barn, datteren Ermegård, ægtede omkring 1465 Bent Bille, og han var således morfader til Anders Bille der i mange henseender slægtede ham på.